# Dražen Petrović
Dražen Petrović, född 22 oktober 1964 i Šibenik i dåvarande SFR Jugoslavien (nuvarande Kroatien), död 7 juni 1993 i Denkendorf i Tyskland, var en kroatisk professionell basketspelare. Petrović rankas ofta som Europas bästa spelare trots sin korta karriär.

## Basketkarriär

### Klubblagskarriär

#### Europeiska ligor
Dražen Petrović spelade för KK Šibenik, KK Cibona och Real Madrid Baloncesto i Europa.

#### NBA
1989 flyttade Dražen Petrović till USA för att spela i NBA med Portland Trail Blazers.
1991 bytte Portland bort Dražen Petrović till New Jersey Nets. I den nya klubben nådde Petrović stora framgångar, bland annat valdes han 1993 in i All-NBA Third Team. Petrovic var den spelare som öppnade Europas portar mot NBA på vid gavel och blev på mycket kort tid en NBA stjärna. 

### Landslagskarriär
Dražen Petrović vann med Jugoslaviens landslag bland annat guld vid EM 1989 på hemmaplan och VM 1990 i Argentina samt brons vid OS 1984 i Los Angeles och silver vid OS 1988 i Seoul. Med Kroatiens landslag vann han bland annat silver vid OS 1992.

## Död och eftermäle

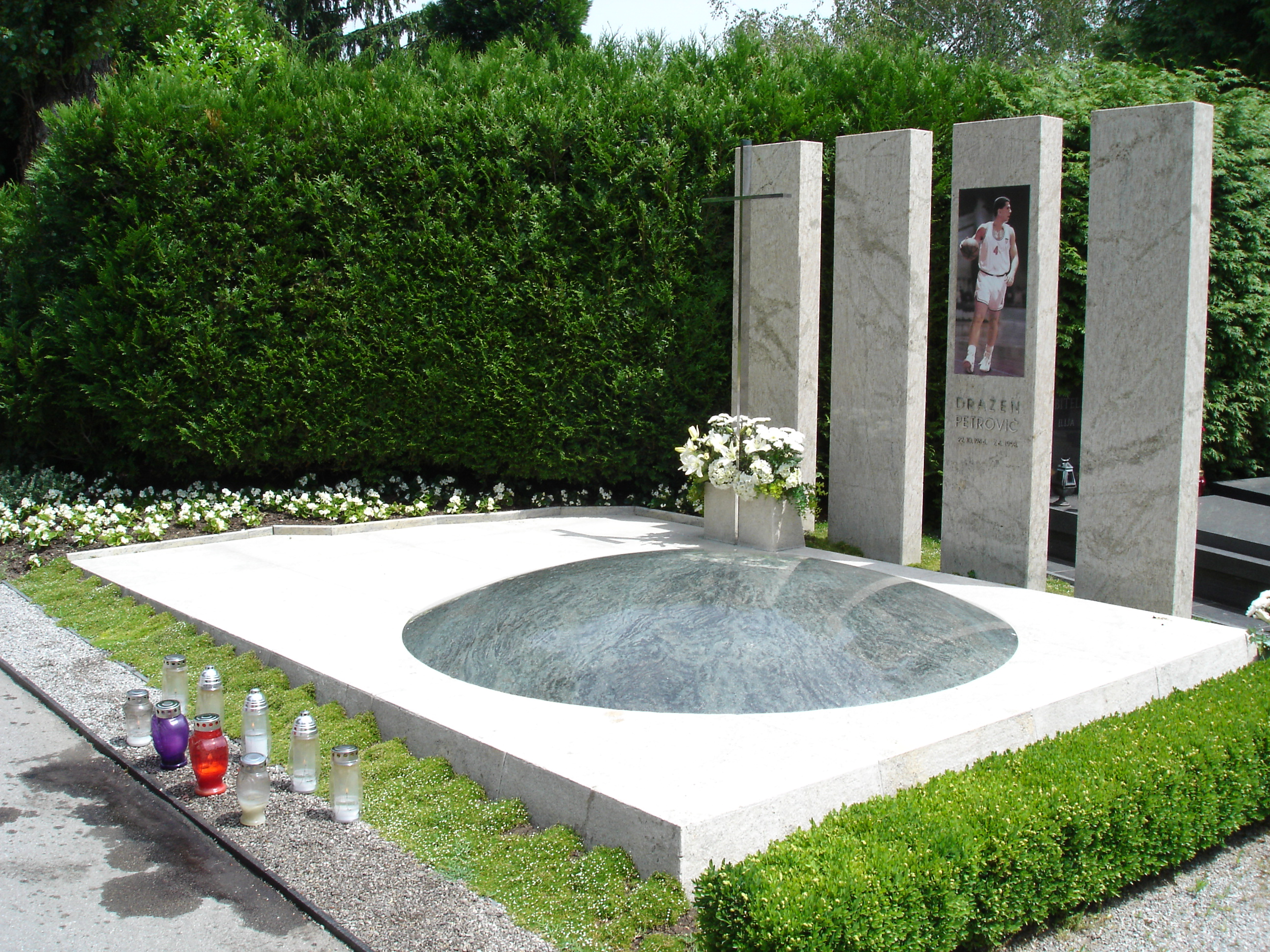
Dražen Petrovićs gravplats 2007.

Under NBA:s sommaruppehåll 1993, den 7 juni 1993, omkom Dražen Petrović i en bilolycka på en motorväg nära Denkendorf i Tyskland. Han är begravd vid Mirogojkyrkogården i Zagreb.
Till minne av Petrović har ett museum öppnats i Zagreb, Dražen Petrović Memorial Center.